# Шервуд (Северная Дакота)
Шервуд (англ. Sherwood) — город в штате Северная Дакота, США. По состоянию на 2013 год, численность населения составляла 256 человек.

## История
Город был основан в 1904 году банкиром из города Мохолл Шервудом Слипером, который приобрел землю под личное владение. Город расположен около канадско-американской границы, и в нём расположены таможенные и пограничные службы.

## Географическое положение
Шервуд расположен в 24 км севернее столицы округа города Мохолл. Климат Влажный континентальный, с теплым летом и холодной зимой.

## Население
Расовый состав согласно оценкам Бюро переписи населения США на 2010 год:
- белые — 98,8 %
- Две и более национальностей — 0,8 %
- латиноамериканцы − 0,4 %

Гендерный состав 49,6 % мужчин и 50,4 % женщин. Средний возраст населения составляет 42,3 года.

## Образование и культура
В городе расположены:
| Название школы                | Тип школы | Классы | Кол-во учащихся | Кол-во учителей |
| ----------------------------- | --------- | ------ | --------------- | --------------- |
| Начальная школа города Шервуд | Начальная | 0-6    | 40              | 5               |

## Экономика
Наибольшая занятость населения в сферах: услуги питания и проживания, образование, здравоохранение, нефтегазодобывающая промышленность. 

## Инфраструктура

### Транспорт
- Аэропорт.

## Полиция
За порядок и безопасность жителей города отвечает Полицейский департамент Шервуда, в составе 1 приведённого к присяге сотрудника.